# Who Framed Roger Rabbit
Who Framed Roger Rabbit là một bộ phim hài viễn tưởng hoạt hình Mỹ do Robert Zemeckis làm đạo diễn, phát hành vào năm 1988.

## Nội dung
Năm 1947 ở Los Angeles, các nhân vật hoạt hình sống chung với người thật. Thám tử tư Eddie Valiant và anh trai của anh, Teddy, làm việc thân thiết với các nhân vật hoạt hình trong vài vụ án nổi tiếng, nhưng sau khi Teddy bị một nhân vật hoạt hình giết chết, Eddie trở thành kẻ nghiện rượu và thề sẽ không làm việc cho các nhân vật hoạt hình nữa.
R.K. Maroon thuê Eddie điều tra về tin đồn cô vợ Jessica gợi cảm của chú thỏ Roger Rabbit đang có mối quan hệ với Marvin Acme, chủ sở hữu Thị trấn Hoạt hình (Toontown). Khi Eddie cho Roger xem mấy bức ảnh Jessica và Acme chơi đập tay với nhau, Roger hoảng loạn và bỏ chạy. Sáng hôm sau, người ta tìm thấy Acme đã chết do bị két sắt rơi trúng đầu. Mọi nghi ngờ đều dồn hết vào Roger. Eddie sau đó gặp Thẩm phán Doom, một quan chức tối cao của Thị trấn Hoạt hình và là kẻ đang truy tìm Roger. Doom và những con chồn cảnh sát hoạt hình của hắn có một loại dung dịch gọi là "dung dịch Nhúng", thứ có thể làm tan chảy và giết chết nhân vật hoạt hình. Cuộc truy đuổi diễn ra từ thành phố thật vào đến trong Thị trấn Hoạt hình.
Ở trong nhà máy Acme, Doom tiết lộ hắn có âm mưu hủy diệt Thị trấn Hoạt hình để xây dựng một xa lộ. Hai vợ chồng Roger và Jessica bị bắt trói và bị treo lên trước vòi xịt của cỗ máy bắn dung dịch. Eddie làm những hành động hài hước khiến cho bọn chồn cười đến chết. Eddie chiến đấu với Doom, làm xe lăn đường cán qua người hắn, nhưng hắn vẫn còn sống, điều đó có nghĩa hắn cũng là nhân vật hoạt hình. Doom tiết lộ hắn là kẻ đã giết Maroon, Acme và Teddy. Eddie làm cho cỗ máy phun toàn bộ dung dịch vào người Doom, làm hắn tan chảy ra.
Cỗ máy tông vỡ bức tường, các nhân vật hoạt hình tràn vào bên trong. Dolores và lực lượng cảnh sát cũng đến nơi. Roger phát hiện ra di chúc của Acme chính là bức thư tình cậu viết cho Jessica, trong di chúc nói rằng Acme muốn để lại Thị trấn Hoạt hình cho các nhân vật hoạt hình. Sau đó cặp đôi Eddie - Dolores, vợ chồng Roger - Jessica và nhiều nhân vật hoạt hình khác cùng nhau bước vào Thị trấn Hoạt hình.

## Diễn viên
- Bob Hoskins vai Eddie Valiant

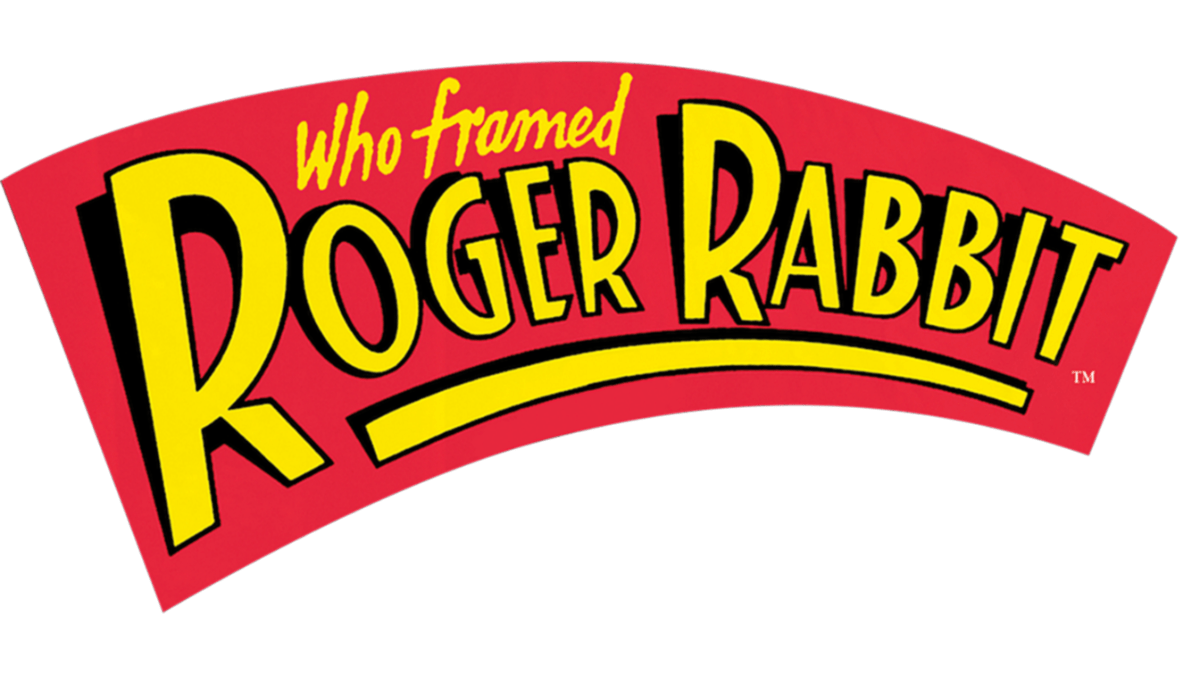
Logo của phim.

- Christopher Lloyd vai Thẩm phán Doom
- Charles Fleischer vai Roger Rabbit
- Kathleen Turner vai Jessica Rabbit
  - Amy Irving vai giọng hát của Jessica Rabbit
- Stubby Kaye vai Marvin Acme
- Joanna Cassidy vai Dolores
- Alan Tilvern vai R.K. Maroon
- Lou Hirsch vai Baby Herman